# (13602) Pierreboulez
(13602) Pierreboulez ist ein Asteroid des mittleren Hauptgürtels, der am 10. August 1994 von dem belgischen Astronomen Eric Walter Elst am La-Silla-Observatorium der Europäischen Südsternwarte in Chile (IAU-Code 809) entdeckt wurde. Sichtungen des Asteroiden hatte es vorher schon im Mai 1981 unter der vorläufigen Bezeichnung 1981 JO4 am Palomar-Observatorium in Kalifornien gegeben.
(13602) Pierreboulez wurde am 2. Juni 2015 nach dem französischen Komponisten, Dirigenten und Pianisten Pierre Boulez (1925–2016) benannt.